# Concourse
Concourse is een wijk van The Bronx, New York in de Verenigde Staten. Het was oorspronkelijk onderdeel van Morrisania, maar in 1874 werd het geannexeerd door de stad New York. De wijk is vernoemd naar de Grand Concourse, een noord-zuidverbinding die door de wijk loopt. Het Yankee Stadium en het administratief centrum van The Bronx bevinden zich in de wijk. Het wordt bestuurd door de Bronx Community Board 4.

## Geschiedenis
In de jaren 1670 kocht Richard Morris uit Wales ongeveer 200 hectare grond in Broncksland. Geleidelijk werd het gebied uitgebreid tot meer dan 800 hectare. Het gebied was in handen van de familie en werd Manor of Morrisania genoemd. In 1855 werd Morrisania een onafhankelijke gemeente, maar in 1874 werd het geannexeerd door de stad New York. In 1898 werd het een onderdeel van de borough The Bronx.
De huidige wijk Concourse bestond voornamelijk uit wildernis. In 1909 werd de Grand Concourse gebouwd als noord-zuidverbinding. Het is een brede boulevard gemodelleerd naar de Champs-Élysées in Parijs. In 1917 werd het metrostation 161st Street-Yankee Stadium geopend, en in 1933 werd de Concourse Line, een nieuwe metrolijn tussen Manhattan en de Bronx, geopend.
In 1923 werd het honkbalstadion Yankee Stadium geopend in Concourse. In 1934 werd Bronx County Courthouse gebouwd dat zowel dienst doet als rechtbank en administratief centrum van de borough The Bronx. Gedurende de jaren 1970 en 1980 raakte de South Bronx ernstig in verval. Concourse werd niet getroffen door brandstichting, maar had wel te kampen met een leegloop. In de jaren 1990 begon het gebied zich te herstellen en nam het inwonersaantal weer toe. In 2009 werd een nieuw Yankee Stadium geopend.

## Demografie
In 2020 telde Concourse 69.387 inwoners. 2,8% van de bevolking is blank; 2,5% is Aziatisch; 31,9% is Afro-Amerikaans en 60,3% is Hispanic ongeacht ras of etnische groepering.

## Foto's

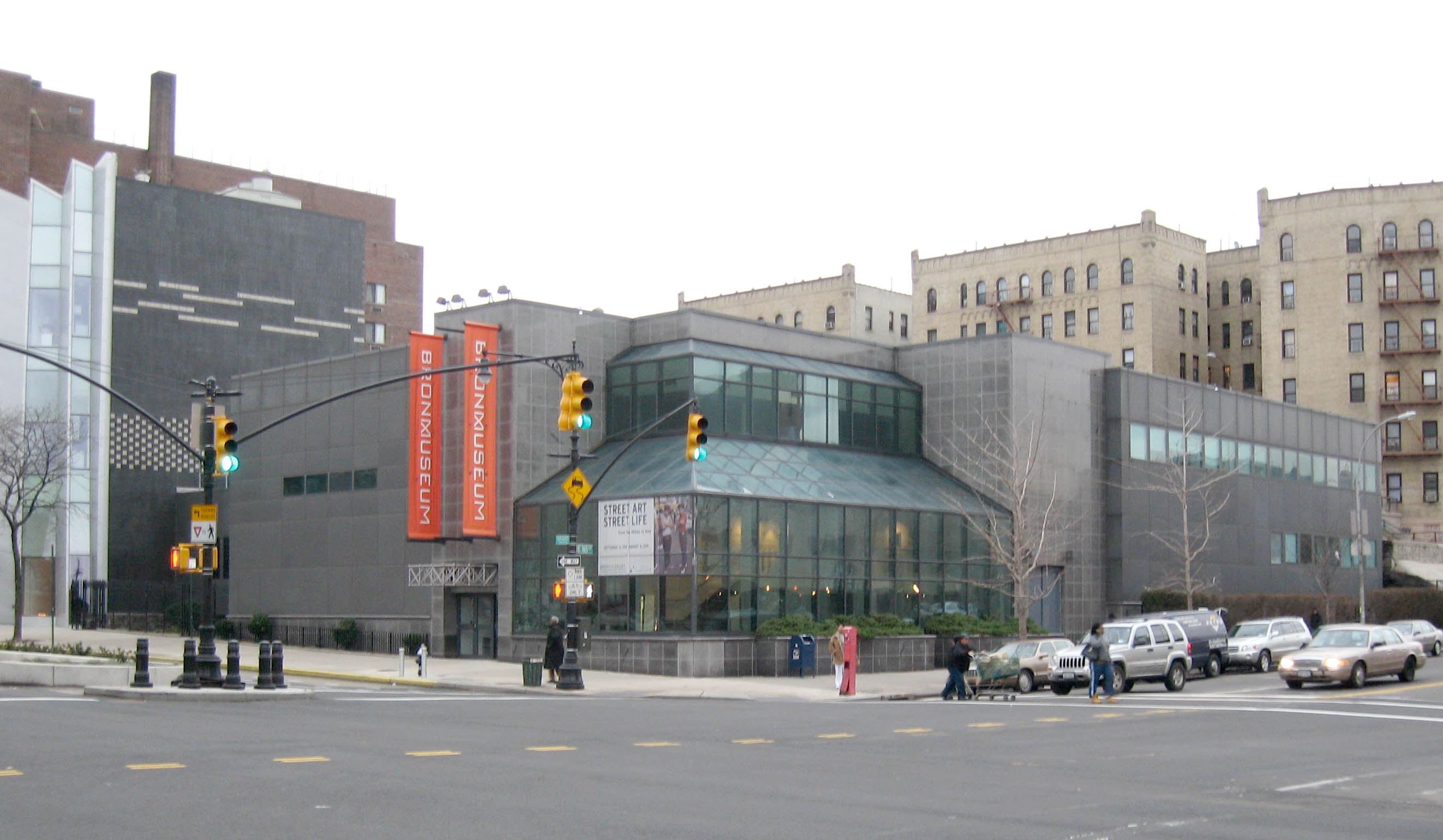
Bronx Museum of Art
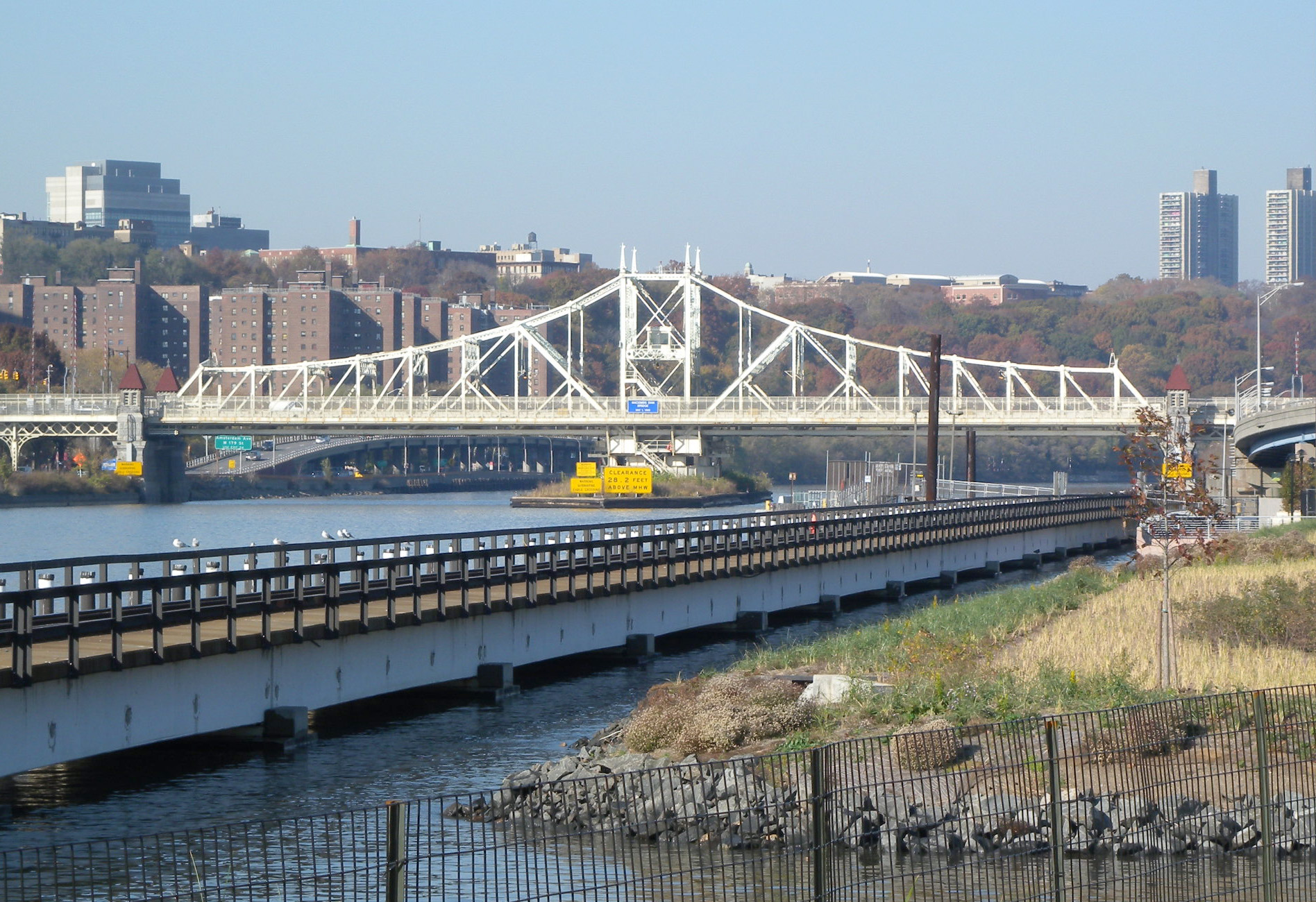
Macombs Dam Bridge verbindt Manhattan (links) met The Bronx
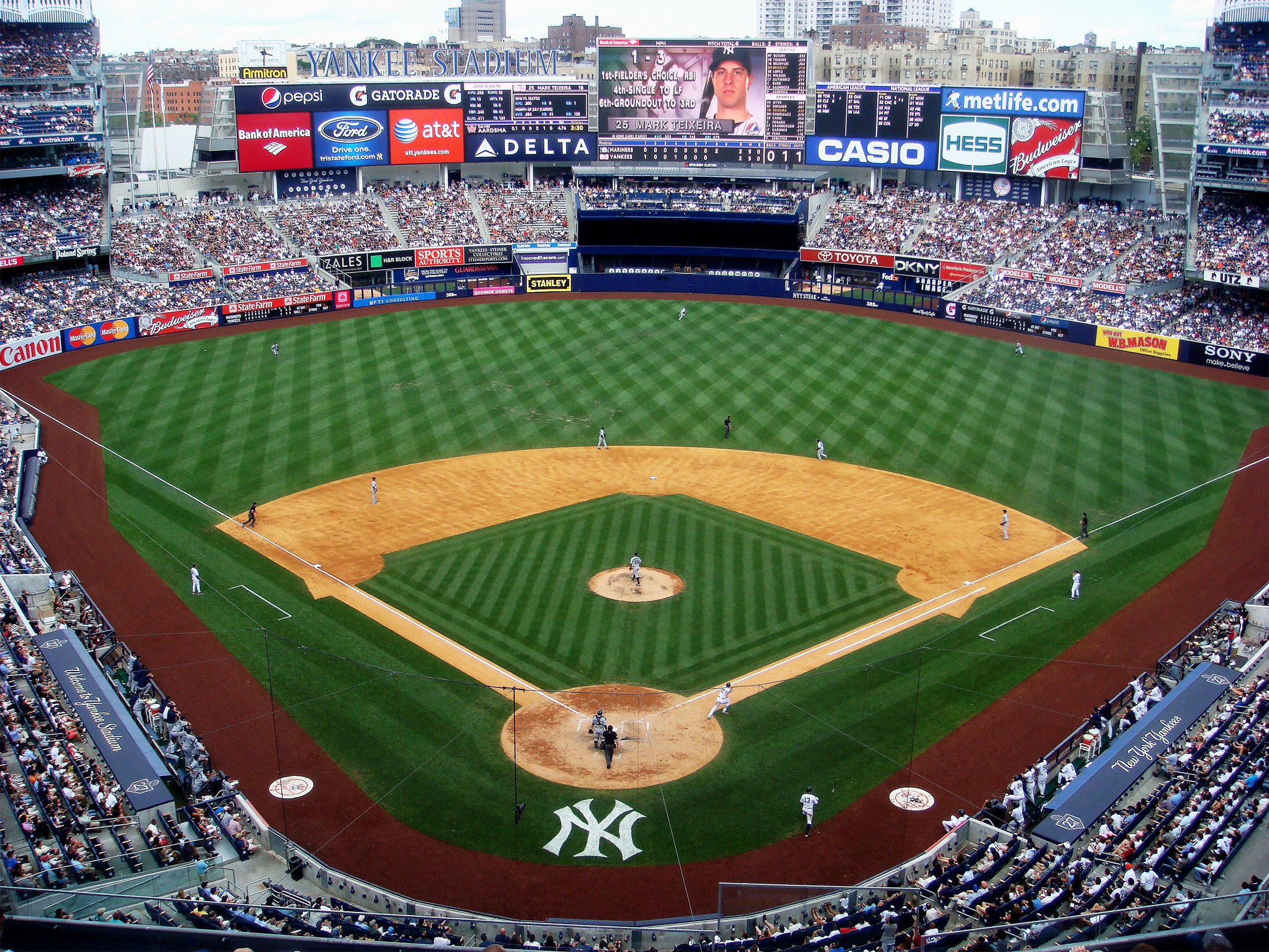
Nieuwe Yankee Stadium
Oude Yankee Stadium

City Island · Concourse · Co-op City · Fordham · Kingsbridge · Morrisania · Parkchester · Riverdale · Spuyten Duyvil · Throgs Neck · Wakefield · West Farms